# 貝爾206直升機
貝爾206是由貝爾直升機公司所製造的雙葉片單/雙引擎直升機家族的其中一員。

## 發展
1960年時美國海軍基於對輕偵察直升機的需求因此對25家飛機製造公司進行公開招標，最後貝爾直升機公司以D-250贏得了競標。

## 型號

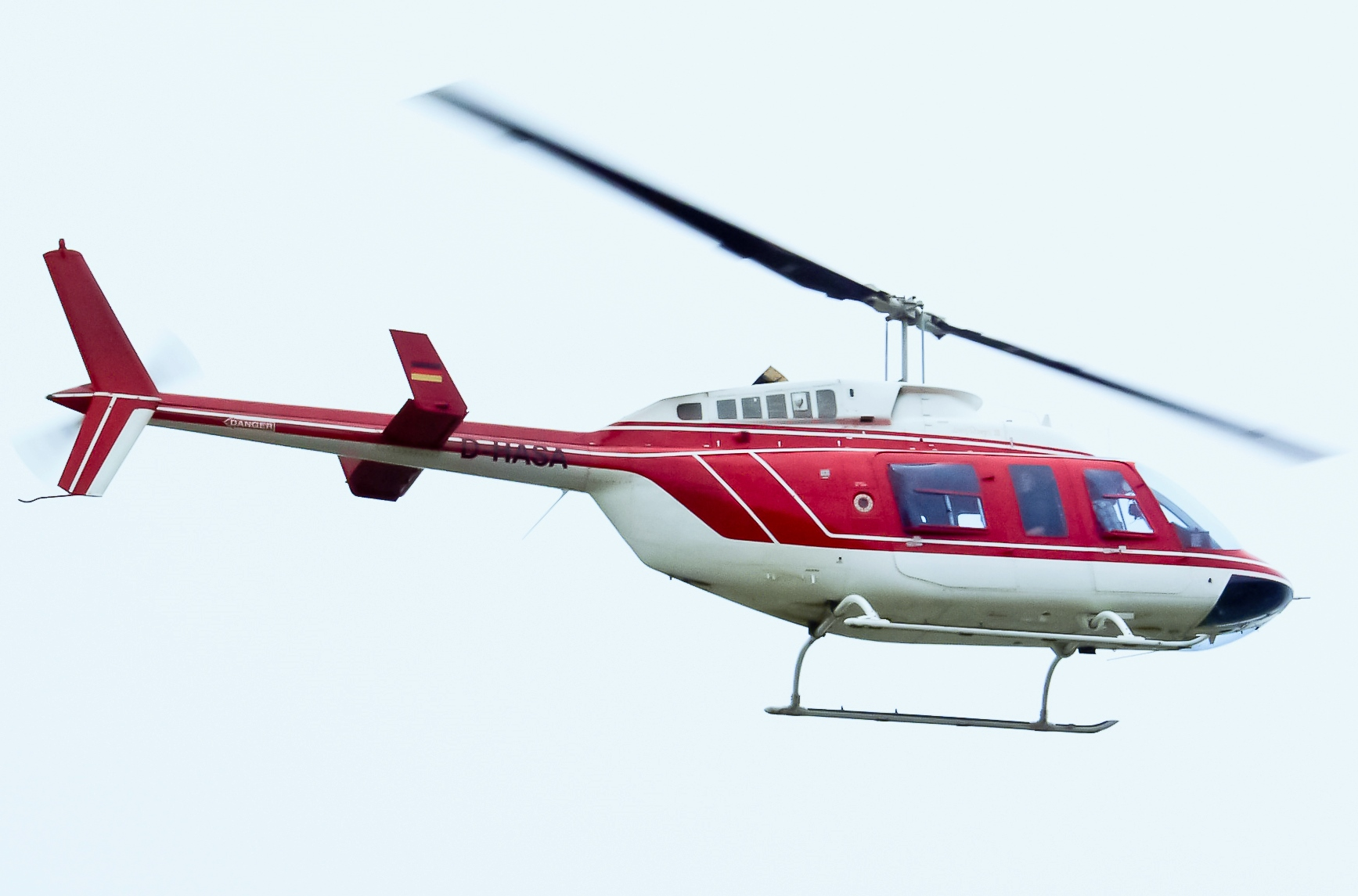
A Bell 206L-3

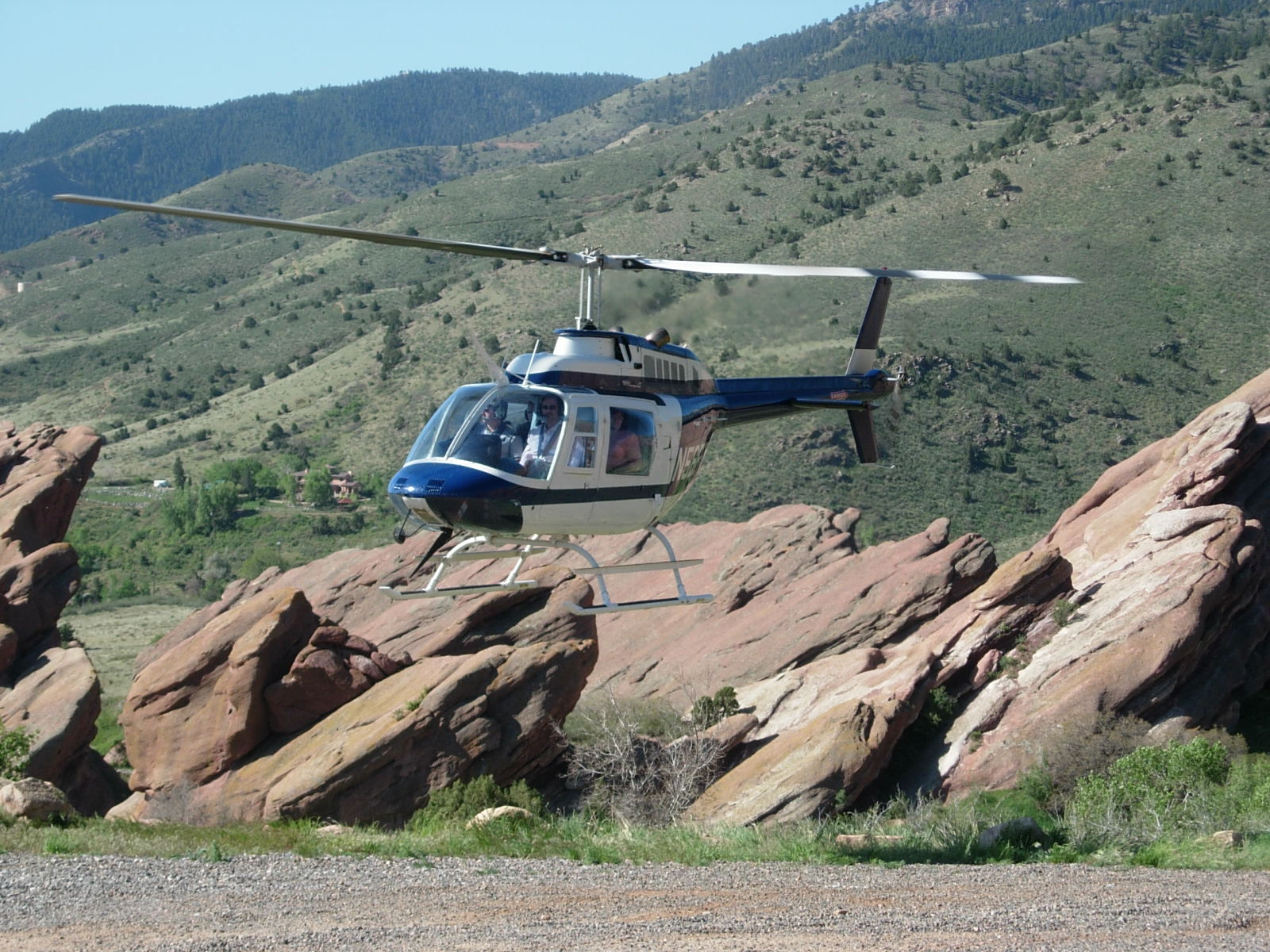
Bell 206B-3

### 民用版本
Bell 206
Bell 206A最初量產版本，動力來源為Allison 250-C18 turboshaft engine，美國聯邦航空總署於1966年認證，1968年被選為OH-58A Kiowa機型。
Agusta-Bell 206A義大利的合法生產版本。
Bell 206A-1由OH-58A改裝成美國航空總署認證的民用機型。
Agusta-Bell 206A-1義大利的合法生產版本。
Bell 206B升級了Allison 250-C20引擎.
Agusta-Bell 206B義大利的合法生產版本。
Bell 206B-2Bell 206B的改進型號。
Bell 206B-3升級了Allison 250-C20J引擎並且將尾部旋葉加成了51mm。
Bell 206L LongRanger將座椅增加至7個。動力來源為Allison 250-C20B turboshaft引擎。
Agusta-Bell 206L義大利的合法生產版本。
Bell 206L-1 LongRanger II加強動力版本，動力來源為Allison 250-C28 turboshaft引擎。
Agusta-Bell 206L-1義大利的合法生產版本。
Bell 206L-1+ LongRanger由貝爾改裝， 動力來源為250-C30P引擎。
Bell 206L-3 LongRanger III動力來源為250-C30P turboshaft引擎。
Agusta-Bell 206L-3義大利的合法生產版本。
Bell 206L-3+ LongRanger由貝爾改裝， 動力來源為250-C30P引擎。
Bell 206L-4 LongRanger IV改進了250-C30P引擎和transmission的型號。
Bell 206LT TwinRanger
Bell 407206L加上4旋葉系統的機型。
Bell 417bell 407加上更大引擎的改造型。; 計畫已取消。
HESA Shahed 278義大利由Bell 206的零件打造的機型 。

### 軍用版本

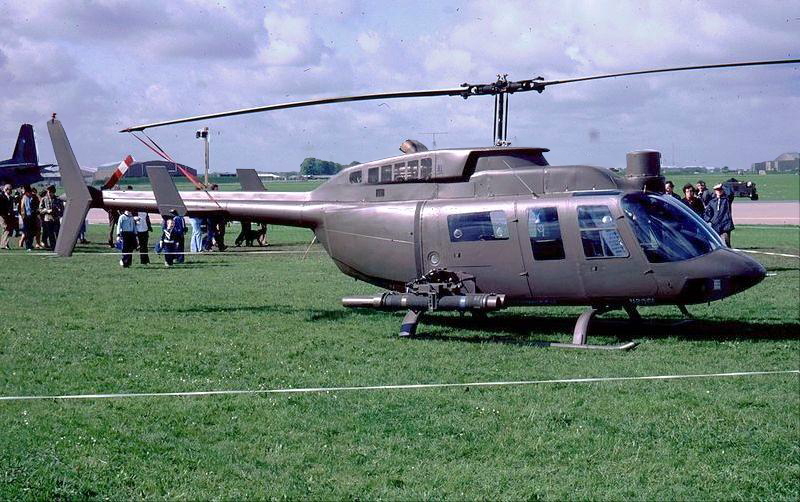
Bell 206L TexasRanger in 1981

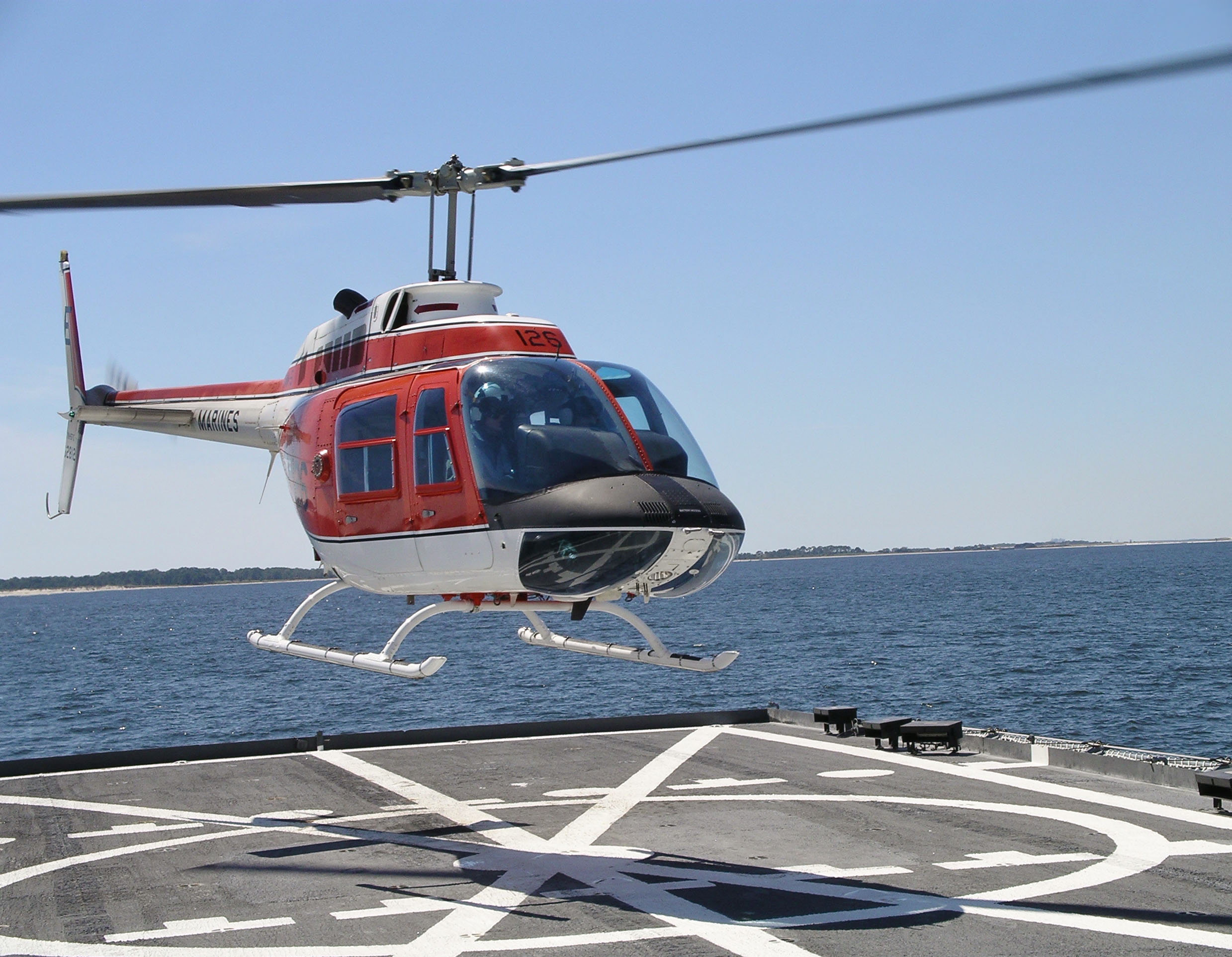
US Navy TH-57C

貝爾 YOH-4
貝爾 206的原型機，原設計為美國陸軍的偵察直昇機，而後改造成民用版本出售
Bell 206AS
出口至智利海軍的版本.
Bell CH-139 JetRanger
加拿大指定Bell 206B-3為該機型。
OH-58 Kiowa
取代OH-6A Cayuse的輕偵查直升機。
TH-57A Sea Ranger
美國海軍在1968年訂購了40架商用版Bell 206A當作美國海軍陸戰隊隊、美國海岸防衛隊、NATO/Allied 準直升機飛行員主要的訓練用機。
206L TexasRanger
出口用的軍用機型，僅有一架在1981年被造出來。
TH-57B
美國海軍於1989年購買45架商用版Bell 206B-3以用來替換TH-57A。
TH-57C
美國海軍於1989年購買71架商用版Bell 206B-3用來進行儀器飛行訓練。
TH-57D
將美國海軍的TH-57B和TH-57C 轉變為single standard digital 駕駛艙的版本。
TH-67 克里克
美國陸軍在1993年購買137架商用版206B-3用於訓練的版本。
中華民國陸軍航空特戰指揮部於1996年引進30架TH-67，其中10架為TH-67IFR，20架為TH-67VHR。
Zafar 300
HESA Shahed 278
伊朗仿製的206版本

## 使用國

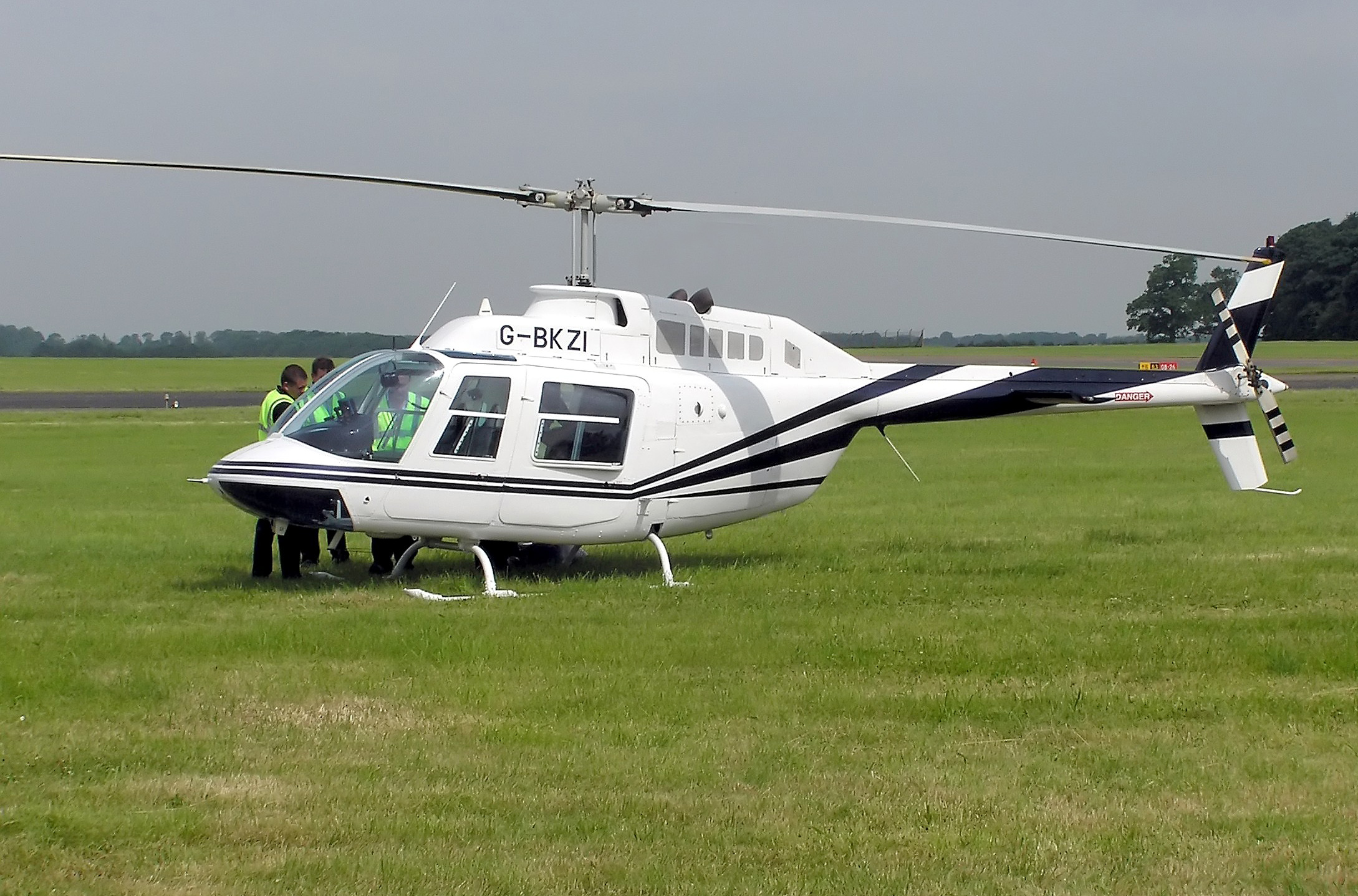
製造於1967年的Bell 206A Jet Ranger

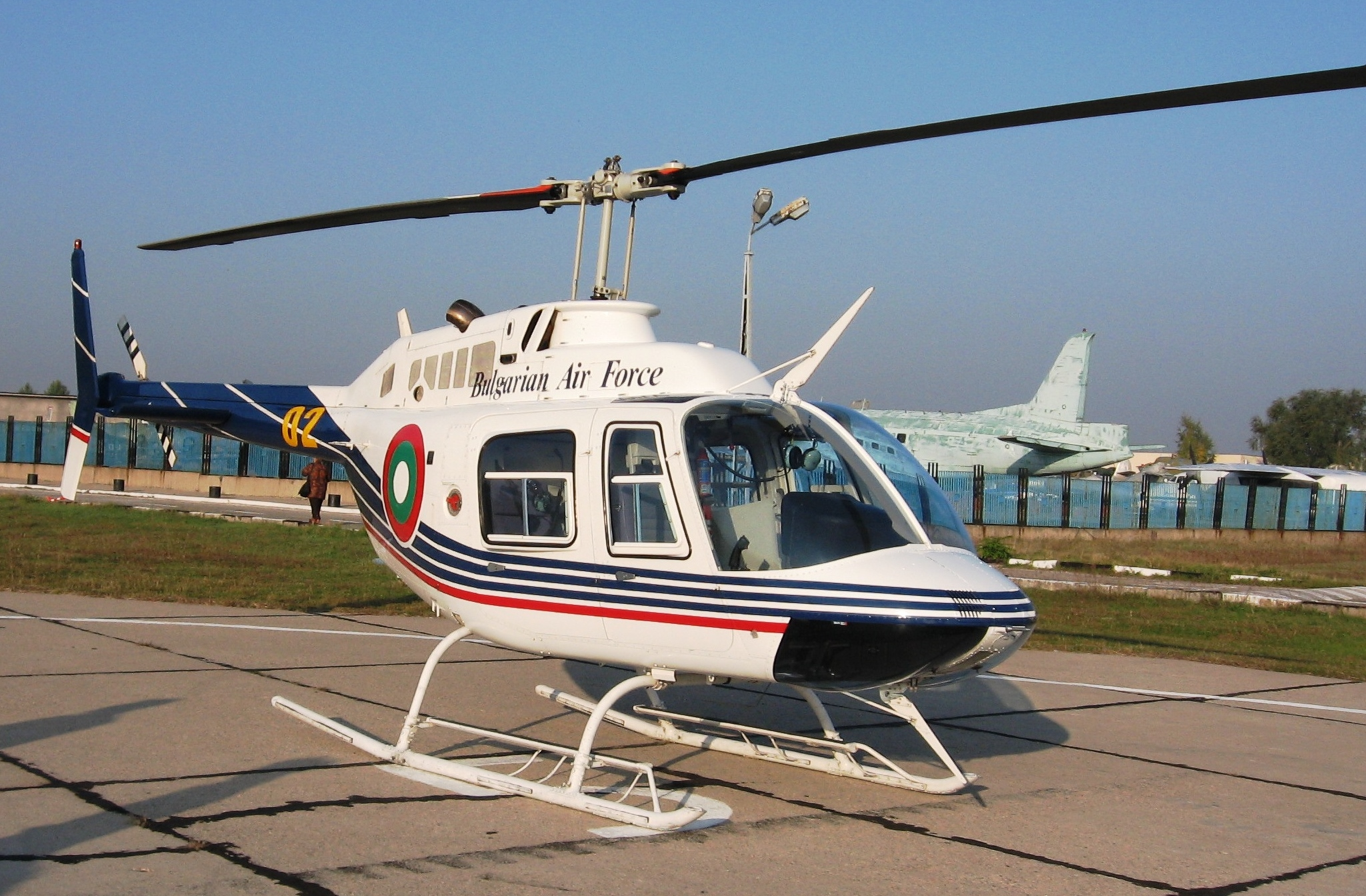
Bulgarian Bell-206

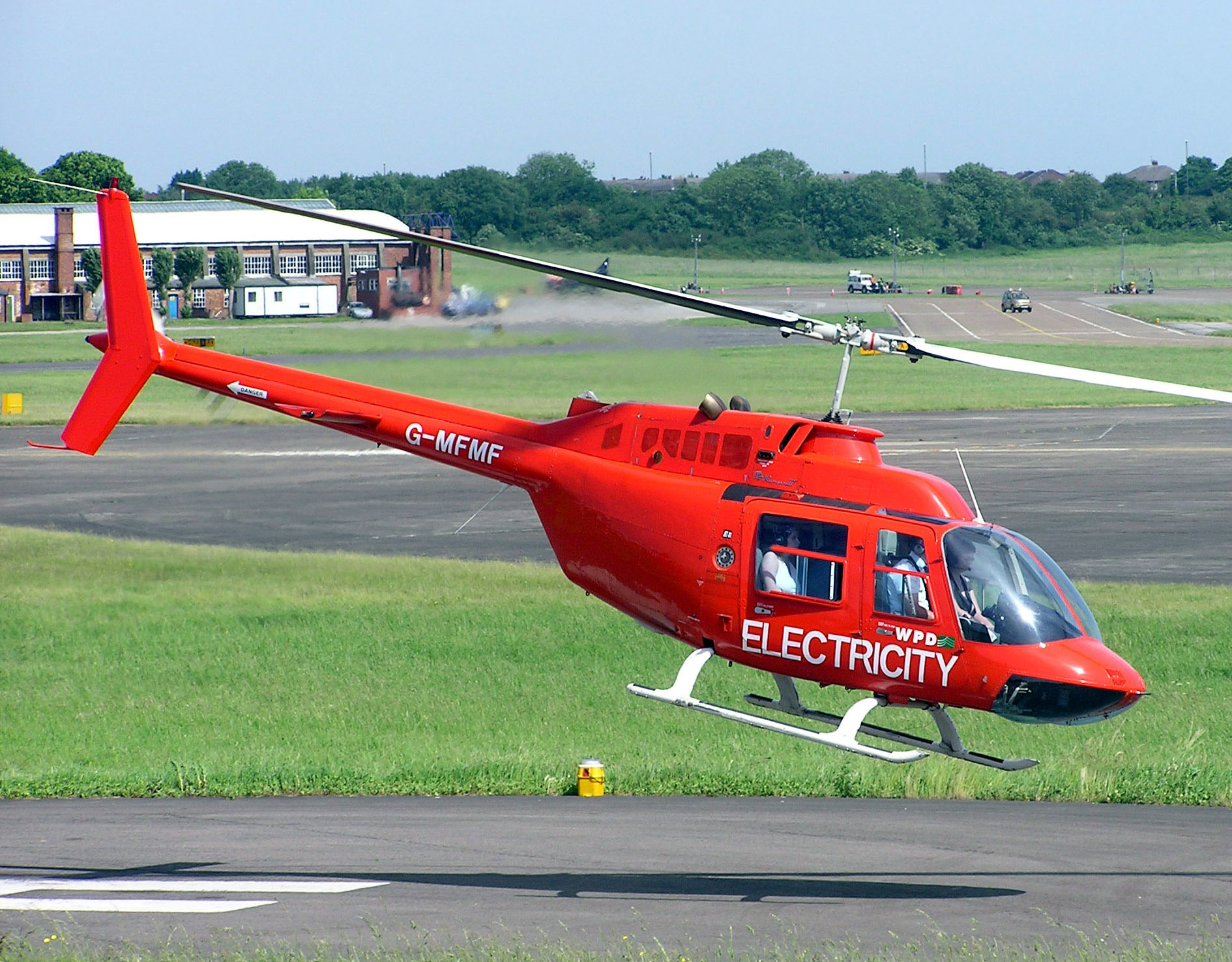
一架位於Bristol的Bell 206B Jet Ranger III

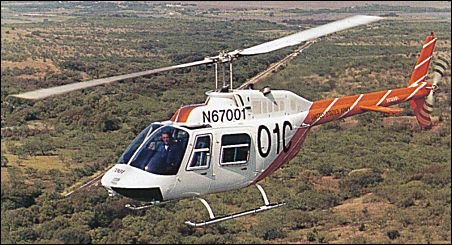
隸屬於美國陸軍的TH-67A Creek

### 民用
Bell 206不管是在商用或私人用途皆在世界各地廣泛的使用。

### 軍隊及政府
阿尔巴尼亚
- 阿爾巴尼亞空軍

 阿根廷
- 阿根廷陸軍航空隊

- 澳洲陸軍

- 孟加拉國空軍
- 孟加拉國陸軍

 巴西
- 巴西空軍
- 巴西海軍

 保加利亚
- 保加利亞空軍

 智利
- 智利空軍
- 智利海軍

- 克羅埃西亞空軍

- 厄瓜多空軍
- 厄瓜多海軍

 芬兰
- 芬蘭邊防人員

- 蓋亞那防衛部隊

 伊朗
- 伊朗空軍
- 伊朗陸軍

 以色列
- 以色列空軍

 義大利
- 義大利陸軍

 牙买加
- 牙買加防衛部隊

 拉脫維亞
- 拉脫維亞邊防人員

 賴索托
- 賴索托防衛部隊

 北馬其頓
- 馬其頓空軍
- 馬其頓警隊

 墨西哥
- 墨西哥空軍

 巴基斯坦
- 巴基斯坦空軍

 中華民國
- 中華民國陸軍
  - 航空特戰指揮部

 塞爾維亞
- 塞爾維亞內政部

 斯洛維尼亞
- 斯洛維尼亞空軍

 斯里蘭卡
- 斯里蘭卡空軍

 泰國
- 泰國皇家空軍

 土耳其
- 土耳其陸軍

 乌干达
- 烏干達空軍

 美国
- 美國陸軍
- 美國海軍

 委內瑞拉
- 委內瑞亞陸軍